# Кейт Капшоу
Кейт Капшоу (на английски: Kate Capshaw) е американска актриса. Известна е с ролята си на Уили Скот в „Индиана Джоунс и храмът на обречените“ (1984) и като съпруга на известния режисьор Стивън Спилбърг.

## Биография
Родена е на 3 ноември 1953 г. във Форт Уърт, Тексас. Завършва Университета в Мисури. След университета е учителка в училище за инвалиди. Жени се за директора на училището Робърт Капшоу, ражда им се дъщеря Джесика (която днес е актриса), но след няколко години брак се развеждат.
Кейт се мести в Ню Йорк, където започва да взима класове по актьорско майсторство и пеене и да се снима в телевизионни реклами. През 1984 г. ѝ се усмихва съдбата и от 120 претендентки Спилбърг избира нея за ролята на Уили Скот в „Индиана Джоунс и храмът на обречените“, където партнира на Харисън Форд. През 1991 г. се омъжва за Спилбърг, заедно имат 3 собствени деца и още 2 осиновени. За последен път се снима през 2002 г. и е неизвестно дали има намерение да се завърне отново някога в киното.